# Erigone pseudovagans
Erigone pseudovagans är en spindelart som beskrevs av Lodovico di Caporiacco 1935. Erigone pseudovagans ingår i släktet Erigone och familjen täckvävarspindlar. Inga underarter finns listade i Catalogue of Life.